# 100. østlige længdekreds
Den 100. østlige længdekreds (eller 100 grader østlig længde) er en længdekreds, der ligger 100 grader øst for nulmeridianen. Den løber gennem Ishavet, Asien, det Indiske Ocean, det Sydlige Ishav og Antarktis.